# Ilha Hans
A Ilha Hans (língua groenlandesa/Inuktitut: Tartupaluk, em inuktitut:  ᑕᕐᑐᐸᓗᒃ, dinamarquês: Hans Ø, em francês:  Île Hans) é uma pequena ilha (1,3 km²),  situada aproximadamente em 80º49'41N, 66º38'46W, no centro do canal de Kennedy do estreito de Nares — o estreito que separa a ilha Ellesmere, Canadá, do norte da Gronelândia, e que liga a baía de Baffin com o Mar de Lincoln. A ilha Hans é a menor das três ilhas do canal de Kennedy, sendo as outras a ilha Franklin e a ilha Crozier.
A ilha foi parte de uma longa disputa territorial entre o Canadá e a Dinamarca. Em 10 de junho de 2022 foi noticiado que os governos destes países finalmente chegaram a um acordo.

## Histórico
A ilha é parte do território dos Inuítes desde o século XIV.
A soberania sobre a ilha é disputada entre o Canadá e a Dinamarca. A disputa é, por sua vez, um teste sobre a validade das reclamações de soberania sobre o Ártico, e por outro lado, uma tentativa de ambos os países de assegurar o controlo da potencial Passagem do Noroeste, no caso de esta chegar a abrir-se para a navegação devido ao aquecimento global. Em 1933, o Tribunal Permanente de Justiça Internacional declarou o estatuto legal em favor da Dinamarca, e esta reclama estudos geológicos que demonstram que a ilha Hans integra a Gronelândia. Em 1972, uma equipa composta por pessoal do Serviço Hidrográfico Canadiano e pessoal dinamarquês que trabalhava no estreito de Nares determinou as coordenadas geográficas da Ilha Hans. Durante as negociações entre o Canadá e a Dinamarca sobre a sua fronteira marítima em 1973, ambos os Estados afirmaram que a Ilha Hans fazia parte do seu território. Não foi alcançado um acordo entre os dois governos sobre o assunto.
A fronteira marítima imediatamente a norte e a sul da ilha Hans foi estabelecida no tratado da plataforma continental ratificado pela Gronelândia e Canadá e depois submetida às Nações Unidas em 17 de dezembro de 1973, em vigor desde 13 de março de 1974. Na altura, era o tratado de fronteira mais longo alguma vez negociado e pode ter sido o primeiro limite de sempre de uma plataforma continental desenvolvido por computador.
A disputa territorial não é sangrenta, e inclusive é notada pelas provocações de cunho nacionalista. Em 1984, um político dinamarquês plantou a bandeira da Dinamarca na ilha e deixou uma garrafa de Schnapps, bebida alcoólica típica do país. Tropas canadenses retornaram a provocação plantando uma bandeira canadense e uma garrafa de Canadian Club.
Em 10 de junho de 2022, relatou-se que ambos os países haviam se estabelecido em uma fronteira na ilha, dividindo-a entre território canadense de Nunavut e o território dinamarquês da Groelândia, marcando o fim da Guerra do Whisky (1973–2022).